# Ahmedabad (stad)
Ahmedabad (Gujarati: અમદાવાદ Amdāvād, Hindi: अहमदाबाद Ahmadābād) is de grootste stad van de Indiase staat Gujarat. Ahmedabad ligt in het gelijknamige district Ahmedabad, aan de rivier de Sabarmati. De hele stad had in 2025 een bevolking van 9.900.000 mensen, waarmee het de op zeven na grootste stad en agglomeratie van heel India is. In 2010 werd de stad door Forbes aangemerkt als de snelstgroeiende stad in India, en de derde snelst groeiende van de wereld, na de Chinese steden Chengdu en Chongqing.
Ahmedabad was tot 1960 de hoofdstad van Gujarat, maar verloor deze status aan Gandhinagar. Wel is Ahmedabad nog de justitiële hoofdstad van de deelstaat, aangezien het Hooggerechtshof van Gujarat hier zetelt. De stad is tevens het administratieve centrum van het gelijknamige district. Sinds 2017 staat de stad op de Unesco-Werelderfgoedlijst.
De stad ligt op de oevers van de Sabarmati, 32 kilometer van de hoofdstad van de deelstaat, Gandhinagar. Hij is genoemd naar de oprichter (1411) van de stad, Ahmed van Gujarat, en was oorspronkelijk gebouwd als hoofdstad van het Sultanaat Gujarat. De stad ontwikkelde zich tijdens de Britse overheersing tot de thuishaven van de zich snel ontspinnende textielindustrie, en verkreeg zo de bijnaam Manchester van het Oosten. De stad was in de eerste helft van de twintigste eeuw ook een van de centra van de burgerlijke ongehoorzaamheid van de onafhankelijkheidsbeweging in India voor meer rechten voor werknemers, burgerrechten en politieke onafhankelijkheid.
Sinds de oprichting van de staat Gujarat in 1960 heeft de stad zich ontwikkeld tot een metropool met klassieke en koloniale gebouwen in Europese stijl langs de doorgaande routes.

## Geschiedenis
Archeologisch onderzoek suggereert dat het gebied rond Ahmedabad al sinds de elfde eeuw is bewoond, toen het bekendstond als "Ashapalli" of "Ashaval". In die tijd voerde Karandev I, de Solanki-heerser over "Anhilwara", het huidige Patan, succesvol een oorlog tegen de Bhil-koning van Ashaval en stichtte een stad met de naam Karnavati ter plaatse van het huidige Maninagar, vlak bij de Sabarmati.

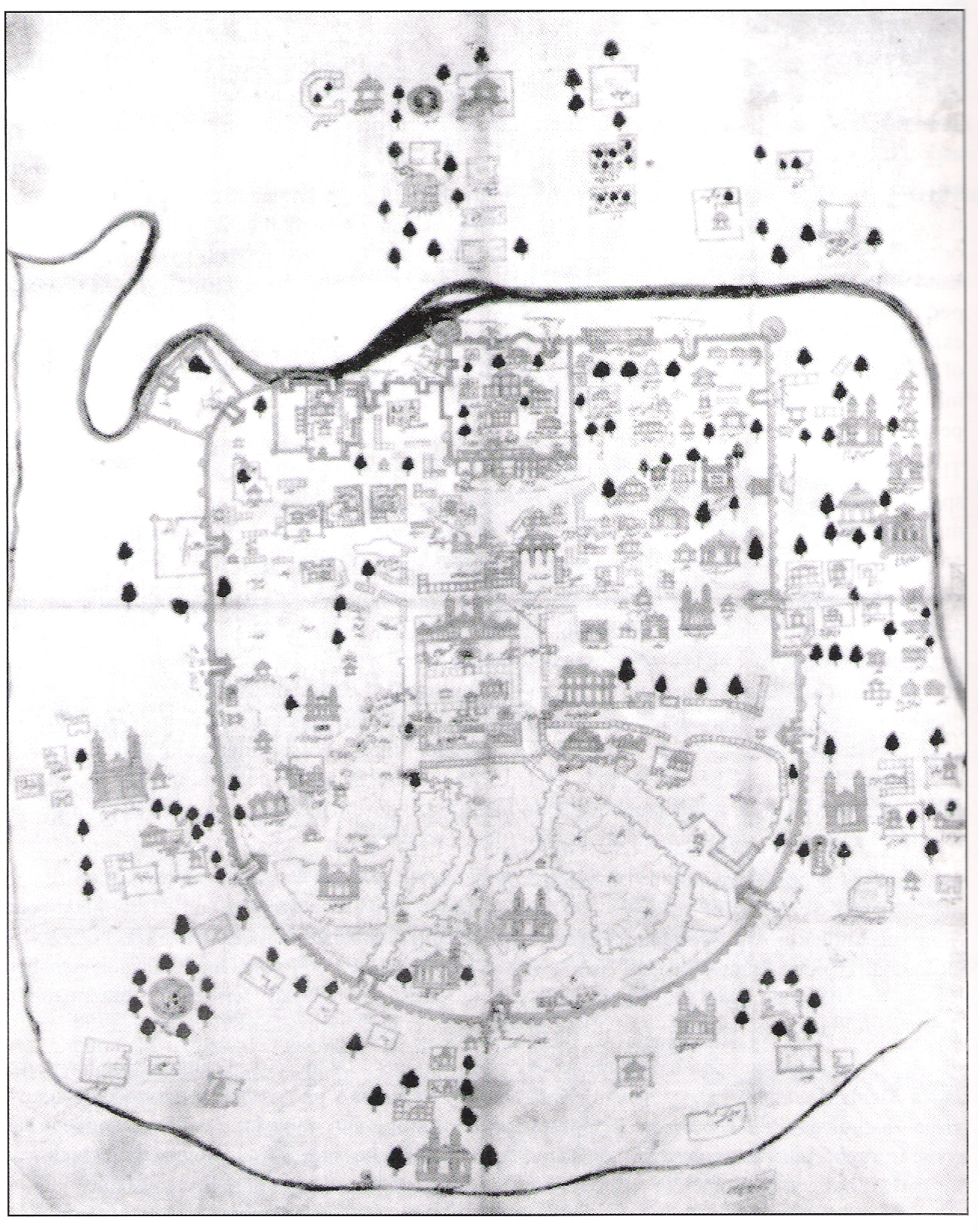
Kaart van Ahmedabad, zoals afgebeeld op een miniatuurschildering op doek
(ca. 19e eeuw)

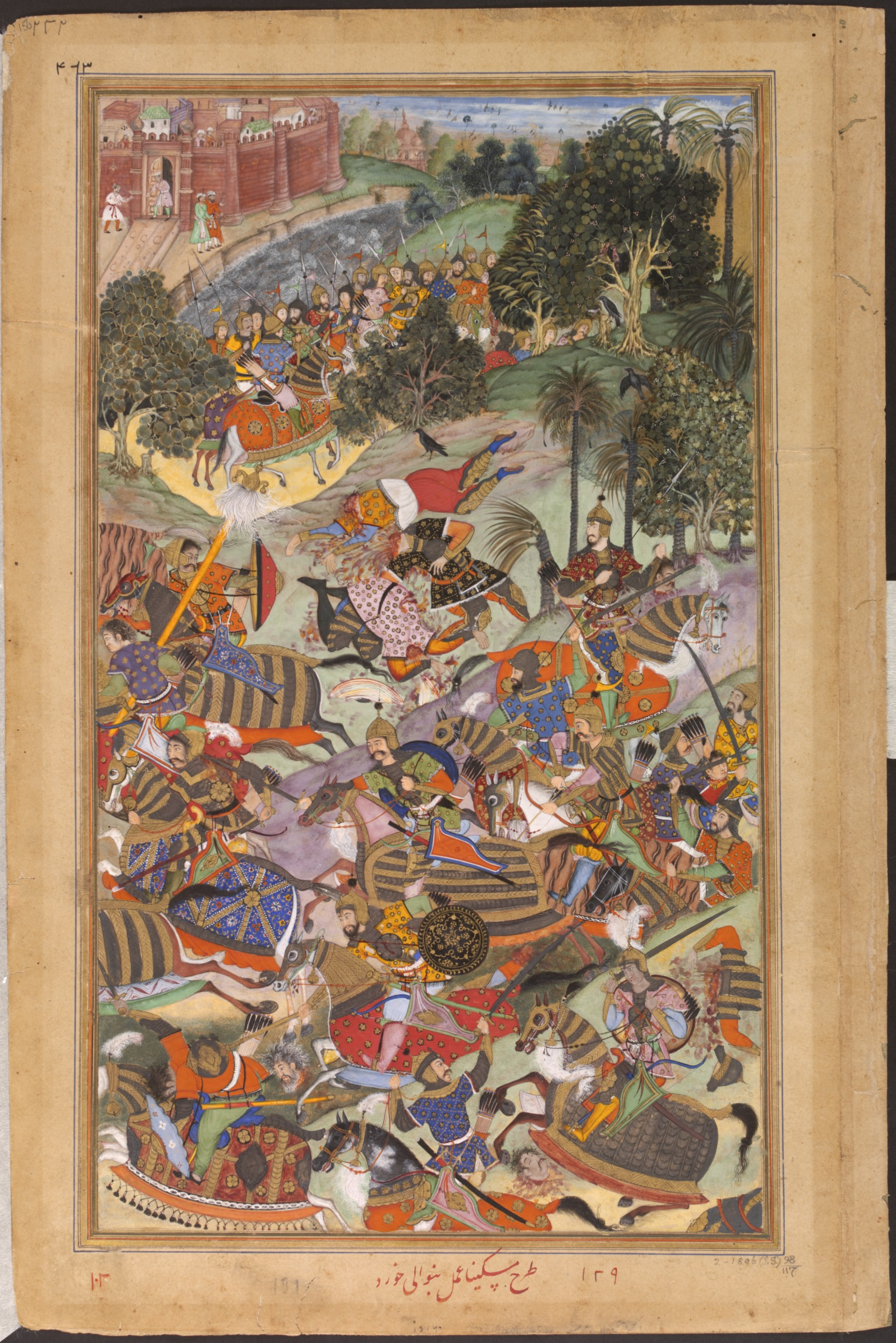
De oorlog tussen het Keizerlijk Leger en Muhammad Husain Mirza in 1573, vlak bij Ahmedabad-Akbarnama
Victoria and Albert Museum

De Solanki's heersten tot de dertiende eeuw over dit gebied, toen Gujarat onder de heerschappij van Vagheladynastie van de Dholka kwam. Karnavati werd veroverd door het sultanaat Delhi. Na de plundering van Delhi in 1398 verklaarde de gouverneur van Gujarat zich onafhankelijk. Hij werd de eerste sultan uit de Muzzaffaridendynastie. Volgens de legende zag sultan Ahmed Shah, terwijl hij kampeerde op de oever van de Sabarmati, een haas een hond achternarennen. De sultan was onder de indruk van deze dapperheid en, op zoek naar een plek om zijn nieuwe hoofdstad te bouwen, besloot om zijn hoofdstad bij dit bos vlak bij Karnavati te bouwen, en noemde haar Ahmedabad.
In 1487 werd de stad verstevigd door de kleinzoon van Ahmed Shah, Mahmud Begada, met een stadsmuur een omtrek van 10 kilometer en meer dan 6000 kantelen. In 1535 werd Ahmedabad ingenomen en geplunderd door Mogolkeizer Humayun. De heerser van Gujarat, Bahadur Sjah, vluchtte naar Diu. De Muzaffaridendynastie heroverde de stad weer tot 1573, toen Gujarat werd veroverd door de Humayuns zoon, keizer Akbar.
Onder de Mogols werd Ahmedabad een van de belangrijkste handelscentra van het rijk, voornamelijk in textiel - welke werd verhandeld tot in Europa. Keizer Shah Jahan bracht lange tijd door in Ahmedabad, waar hij de Moti Shahi Mahal in Shahibaug liet bouwen.
Tussen 1617 en 1744 bevond zich in de stad een van de Indiase handelsposten van de VOC en viel het onder Suratte.
Tijdens een periode van droogte trof de hongersnood van 1630-1632 de stad, alsook de hongersnoden van 1650 en 1686. Ahmedabad bleef het provinciale hoofdkwartier van de Mogols tot 1758, toen de Maratha's de stad innamen.
Tijdens de Maratha's verloor de stad wat van haar glorie, en lag ze in het centrum van twisten tussen twee rivaliserende Maratha-clans, de Peshwa uit Poona en de Gaekwad uit Vadodara. Op 18 februari 1780, tijdens de Eerste Anglo-Marathaanse oorlog, werd de stad bestormd en veroverd door een groep Britten onder commando van James Hartley - maar de stad werd teruggegeven aan de Maratha's aan het eind van de oorlog. In 1818 nam de British East India Company de stad definitief over als onderdeel van de verovering van India.
Een militair kampement werd in 1824 ingesteld, en in 1858 werd een gemeentelijke overheid opgericht. In 1864 werd de stad door een spoorlijn verbonden met Mumbai (destijds Bombay) via de Bombay, Baroda, and Central India Railway (BB&CI), waardoor Ahmedabad een belangrijk verkeersknooppunt werd tussen noordelijk en zuidelijk India. Grote aantallen mensen migreerden van het platteland om in de textielmolens te werken, waardoor de industrie in de stad/regio zich verstevigde.

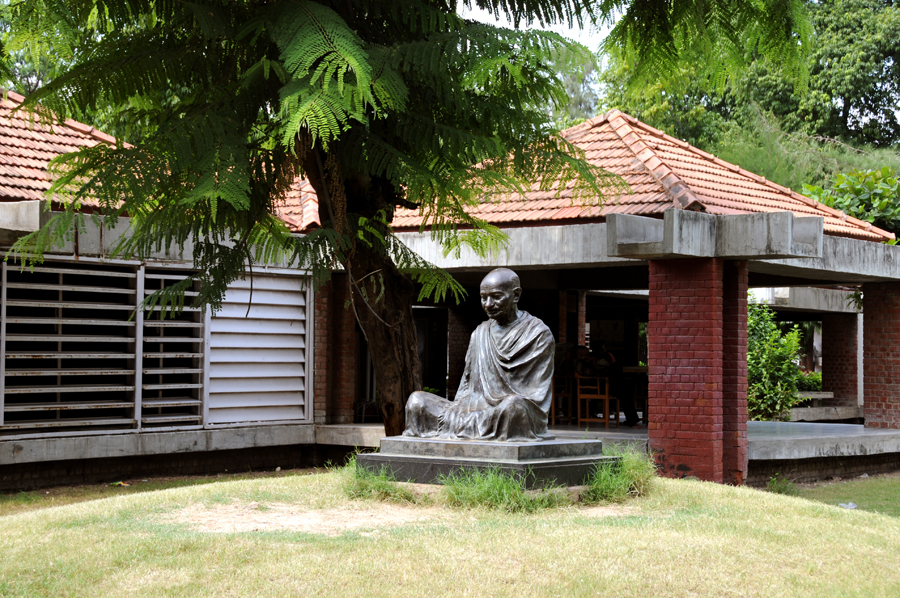
Sabarmati Ashram, het huis van Mahatma Gandhi

De Indiase onafhankelijkheidsbeweging had zich sterk geworteld in de stad toen Mahatma Gandhi twee ashrams stichtte: Kochrab Ashram nabij Paldi in 1915 en de Satyagraha Ashram (het huidige Sabarmati Ashram) op de oevers van de Sabarmati in 1917. Deze zouden centra van nationalistische activiteiten worden. Tijdens de massaprotesten tegen de Rowlett Act in 1919 brandden textielwerkers 51 overheidsgebouwen door de hele stad af in protest tegen een Britse poging om maatregelen uit de Staat van Oorlog te verlengen na afloop van de Eerste Wereldoorlog. In 1922 zat Gandhi 10 dagen gevangen in de Sabarmati Central Jail.
In de jaren 1920 staakten de textielwerkers en docenten, waarbij ze burgerrechten, hogere salarissen en betere werkomstandigheden eisten. In 1930 startte Gandhi zijn beroemde zoutmars vanuit zijn ashram in Ahmedabad. Het stadsbestuur en de economische instituten werden betekenisloos gemaakt door de grote massa's mensen die in vredige protesten de straat op gingen in de vroege jaren 1930, en nogmaals in 1942 tijdens de Quit India Movement. Bij de onafhankelijkheid van India en de deling van Brits-Indië in 1947 werd de stad getroffen door volksgeweld tussen hindoes en moslims.
In 1960 was Ahmedabad een levendige metropool geworden met klassieke en koloniale Europese gebouwen langs de doorgaande wegen. Ahmedabad werd bij de splitsing van de deelstaat Bombay op 1 mei 1960 gekozen als de hoofdstad van de deelstaat Gujarat. In die periode werd een groot aantal educatieve en wetenschappelijke instituten opgericht in de stad, waardoor het een centrum van hoger onderwijs, wetenschap en technologie werd.
De economische fundamenten van Ahmedabad werden geversificeerd met de komst van zware en chemische industrie in dezelfde periode. Maar de groei in de twee daaropvolgende decennia werd vooral gekenmerkt door de politieke gebeurtenissen in en rond de stad. In 1974 trok Ahmedabad de aandacht van de nationale politiek met het Nav Nirmanoproer. Dit was aanvankelijk een protest tegen de voedselprijsstijging van 20% bij de studentenwoningen van het Lalbhai Dalpatram College of Engineering, maar groeide uit tot een massa-oproer tegen de algemene corruptie om Chimanbhai Patel, toenmalig eerste minister van Gujarat, af te zetten.
In de jaren 1980 werd een reservaatbeleid ingesteld in India, wat leidde tot anti-reservaatsprotesten in 1981 en 1985. De protesten omvatten gewelddadige botsingen tussen mensen uit verschillende kastes.
Op 26 januari 2001 werd de stad getroffen door een vernietigende aardbeving met het epicentrum nabij Bhuj, met een kracht van 6,9 op de schaal van Richter. Meer dan 50 flatgebouwen stortten in, waarbij 752 mensen overleden en de infrastructuur van de stad ernstig werd beschadigd. Het jaar erop verspreidden de gewelddadigheden tussen hindoes en moslims in Gujarat zich naar Ahmedabad, waardoor de stad meer dan twee maanden werd lamgelegd. Het geweld over de gehele deelstaat had een geschatte 1044 doden tot gevolg. De verplaatsing van duizenden moslims leidde tot de oprichting van vluchtelingenkampen rondom de stad. Op 26 juli 2008 werd de stad getroffen door een serie van 17 bomaanslagen, waarbij diverse mensen werden gedood of verwond.
In de jaren 2000 heeft de economie van de stad zich ontwikkeld richting de tertiaire sector, met activiteiten als handel, communicatie en bouw. Diverse wetenschappelijke en dienstenindustrieën hebben zich gevestigd in Ahmedabad, en de infrastructuur is significant verbeterd. De bevolking groeit nog steeds flink, wat leidt tot een grote vraag naar en bouw van huizen.

## Geografie en klimaat

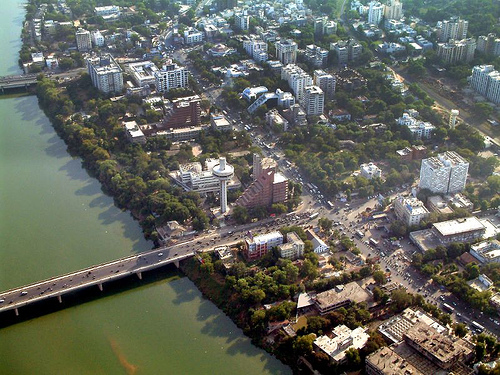
De Nehru Bridge is een van de negen bruggen over de Sabarmati die het westelijk en oostelijk stadsdeel met elkaar verbinden.

Ahmedabad ligt op 23° 1' 48" NB, 72° 34' 48" OL in West-India op 53 meter boven zeeniveau. De stad is gebouwd op de oevers van de Sabarmati in noordelijk centraal Gujarat. Het bestrijkt een gebied van 205 km². De Sabarmati komt in de zomer regelmatig droog te staan; dan blijft er maar een klein stroompje water over. De stad ligt in een zanderig en droog gebied dat getroffen is door ontbossing. De uitbreidende Rann van Kutch (een zoutvlakte) dreigt te leiden tot verdere woestijnvorming rond de stad en in het grootste deel van de staat. Met uitzondering van de heuvels van Thaltej-Jodhpur Tekra is de stad zo goed als vlak.
Er bevinden zich twee meren binnen de stadsgrenzen: Kankaria, een kunstmatig meer, aangelegd door Qutb-ud-din Aybak, de sultan van Delhi, in 1451, en Vastrapur Lake. Volgens het Bureau of Indian Standards valt de stad in seismische regio III, op een schaal van I tot V in oplopende mate van gevoeligheid voor aardbevingen.

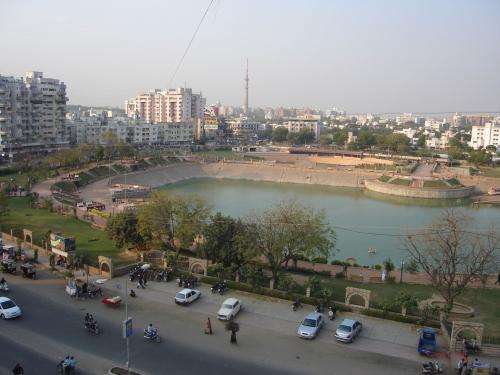
Vastrapur Lake

Ahmedabad wordt door de Sabarmati in een oostelijk en westelijk deel gedeeld. De oostelijke oever wordt bezet door de oude stad en de binnenstad van Bhadra. Dit deel van Ahmedabad wordt gekenmerkt door de overvolle bazaars, de typische geclusterde pols (hofjes met gelijkgezinde bewoners die goed te verdedigen zijn in tijden van onrust) en vele gebedshuizen. Ook bevinden het Centraal Treinstation, het Hoofdpostkantoor en enkele gebouwen uit de Muzaffarid en Britse perioden zich er.
Tijdens de koloniale periode breidde de stad zich uit naar de westoever van de Sabarmati, mogelijk gemaakt door de bouw van Ellis Bridge in 1875 en later door de bouw van de moderne Nehru Bridge. Dit deel van de stad bevat onder meer goed georganiseerde woonwijken, winkelcentra en moderne zakenwijken rond wegen als Ashram Road, C. G. Road en Sarkhej-Gandhinagar Highway.
Ahmedabad kent een warm steppeklimaat met net niet genoeg regen om het als een tropisch savanneklimaat te classificeren. De drie belangrijkste seizoenen zijn de zomer, moesson en winter. Buiten de moesson is het klimaat erg droog. Het weer is op z'n heetst van maart tot juni - de gemiddelde maximumtemperatuur in de zomer is 41 °C en het gemiddelde minimum is 27 °C. Van november tot februari ligt het maximum op gemiddeld 30 °C en het minimum op 14°C. Een koude noordenwind is in januari verantwoordelijk voor een afkoeling.
De zuidwestelijke moesson zorgt voor een vochtig klimaat van medio juni tot medio september. De gemiddelde jaarlijkse neerslag 800 mm, maar door de onregelmatige en zware regenval overstromen lokale riviertjes en is het niet ongebruikelijk dat er droogte optreedt wanneer de moesson zich minder ver westelijk uitstrekt als normaal.
De hoogst gemeten temperatuur is 47 °C en de laagste is 6 °C. Ahmedabad heeft te lijden onder toenemende vervuiling van lucht, water en grond door aangrenzende industriegebieden en textielindustrie en is de op drie na meest vervuilde stad van India.

## Stadsbeeld

### Architectuur

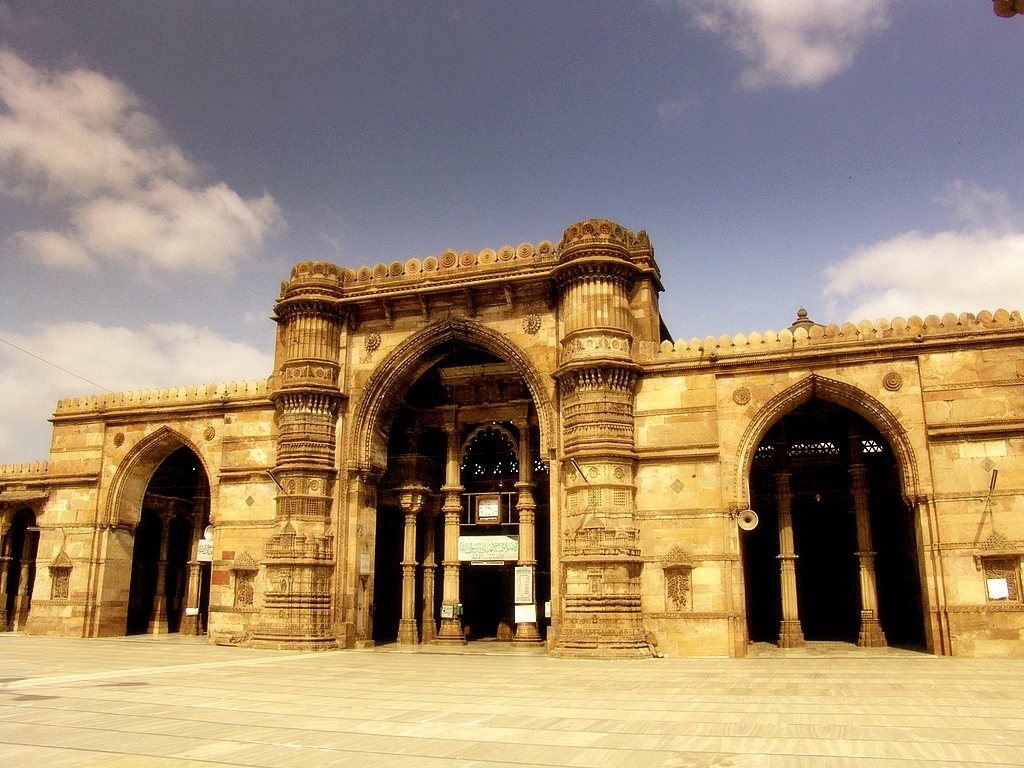
De Jama Masjid-moskee

De bouwkundige geschiedenis van Ahmedabad omspant bijna het gehele afgelopen millennium. Het sultanaat mengde het hindoe-vakmanschap met islamitische architectuur, waardoor een Indo-Saraceense stijl ontstond. Veel moskeeën zijn in die stijl gebouwd.
Na de onafhankelijkheid van 1947 kwamen de moderne gebouwen in trek, en kregen erkende architecten opdrachten in de stad, zoals Louis Kahn (Indian Institute of Management), Le Corbusier (o.a. de Shoshan en Sarabhai villa's en Sanskar Kendra) en Buckminster Fuller (Calico Dome). De Indiase architect B. V. Doshi kwam over vanuit Parijs om op het werk van Le Corbusier toezicht te houden, en later om de School of Architecture op te zetten. Hij ontwierp onder meer de Sangath, Doshi-Hussain Gufa en zijn eigen School of Architecture. Charles Correa, intussen een partner van Doshi, ontwierp onder meer de Gandhi Ashram en Achyut Kanvinde ontwierp de Indian Textile Industries Research Association.
Een van de vroege werken van Christopher Charles Benninger, de Alliance Française, ligt in het gebied rondom Ellis Bridge. Ook de Indiase architecten Hasmukh Patel, zijn zoon Bimal Patel en Anant Raje leverden hun bijdragen.

### Groen
De lokale overheid bezit en onderhoudt 76 parken en tuinen en 96 verkeerseilanden, daarvan zijn 9 tuinen groter dan 20,000 m². De drie populairste en meestbezochte tuinen in de stad zijn Victoria Garden, Bal Vatika en Law Garden.
Victoria Garden ligt aan de zuidkant van het Bhadra Fort en is een populaire plek voor mensen om tot rust te komen. De tuin heeft een standbeeld gewijd aan koningin Victoria.

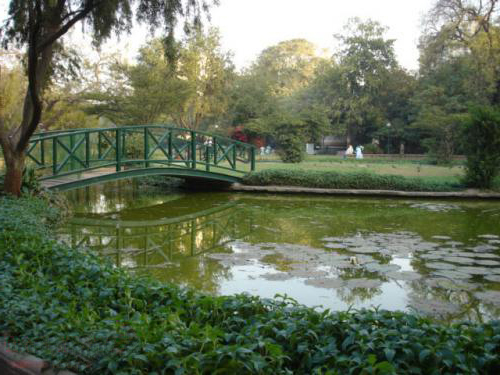
Parimal Garden in de regio rond Ellis Bridge

Bal Vatika is een park geschikt voor kinderen rond het meer Kankaria. Het park is opnieuw ingericht in 2008 en bevat ook een amusementspark en een waterpark voor kinderen. Law Garden is vernoemd naar het College of Law dat nabij ligt. Het dient vooral als hub voor de 'shopaholics', aangezien divers handwerk en Gujari kleding hier te koop is. Andere belangrijke tuinen in de stad zijn Parimal Garden, Prahlad nagar Garden en Law Darwaja Garden.

## Bestuurlijke indeling en demografie
Ahmedabad wordt bestuurd door de Ahmedabad Municipal Corporation (AMC). Enkele van de omliggende regio's worden bestuurd door de Ahmedebad Urban Development Authority (AUDA). De AMC was opgericht in juli 1950 onder de Bombay Provincial Corporation Act, 1949. Voor bestuurlijke doeleinden is de stad opgedeeld in 43 wijken
De inwoners verkiezen de raadsleden (corporators) tijdens bestuurlijke verkiezingen. Anno 2011 worden 129 raadsleden gekozen uit de 43 wijken. De 129 raadsleden kiezen een burgemeester en viceburgemeester voor een periode van 2,5 jaar.
De uitvoerende macht ligt bij de gemeentelijk commissaris, een Indian Administrative Service-ambtenaar aangesteld door de Gujarat staatsoverheid. (De Indian Administrative Service, IAS, is de nationale ambtelijke organisatie en haar ambtenaren vervullen sleutelrollen door het hele land) De burgemeester is verantwoordelijk voor de dagelijkse gang van zaken wat betreft onderwijs, de busdienst, het gemeentelijk ziekenhuis en de stadsbibliotheek. De stedelijke politie wordt geleid door de Commissaris van politie, ook een IAS-ambtenaar.
De stad kent een van de hoogste dekkingsgraden van ziekenhuizen van het land - zowel privaat als door de overheid bestuurd. Het Ahmedabad Civil Hospital is het grootste ziekenhuis van Azië.
De elektriciteitsvoorziening van de stad wordt geregeld door Torrent Power, in eigendom en onder bestuur van Ahmedabad Electricity Company, een voormalig staatsbedrijf van Gujarat. Anno 2011 is Ahmedabad een van de weinige steden waar de elektriciteitsvoorziening is geprivatiseerd.
De stad dient als hoofdkwartier van het district Ahmedabad en is de vestigingsplaats van het hooggerechtshof van Gujarat. De stad kiest twee van de leden van de nationale Lok Sabha (het lagerhuis van India), zeven leden van de Gujarat Vidhan Sabha (het hogerhuis van de staat) en dertien leden van de Gujarat Lok Sabha. Er zijn twee partijen die een aanzienlijk zetels hebben behaald in de laatste verkiezingen - de Bharatiya Janata Party (BJP) en het Indian National Congress (INC), met respectievelijk 10 en 3 zetels in de Gujarat Lok Sabha bij de lagerhuisverkiezingen in 2007. Bij de Ahmedabad Municipal Corporation verkiezingen behaalde de BJP 96 zetels en de INC 32 - de laatste zetel ging naar een onafhankelijke kandidaat.
Volgens de tienjaarlijkse volkstelling van 2001 heeft de gemeente Ahmedabad ruim 3.5 miljoen inwoners. Wanneer de gehele agglomeratie wordt meegeteld, komt het inwonersaantal op ruim 4,5 miljoen uit.
De geletterdheid van Ahmedabad ligt op zo'n 80%, waarbij de mannen (87%) duidelijk beter geletterd zijn dan de vrouwen (71%). Er wonen zo'n 440.000 mensen in de krottenwijken van de stad.
Al sinds de stichting van de stad trok deze veel migranten uit andere delen van Gujarat (zoals Kutch en Saurashtra), maar ook uit de aangrenzende deelstaten Rajasthan en Maharashtra en hindoes uit de Pakistaanse provincie Sindh, die er kwamen wonen op zoek naar werk. Er wonen dan ook vrij veel Punjabi's, Marathi, Telugu, Tamils, Sindhi (volk), Malayali en Marwaris, die allemaal hun eigen cultuur en taal hebben meegebracht naar de stad. In Ahmedabad wonen anno 2011 veel mensen uit de koopmanskaste, Vaishya, en de meeste inwoners zijn ook in Gujarat geboren. De overwegende levensovertuigingen zijn de vaishanavisme-stroming binnen het hindoeïsme en het jaïnisme. Zo'n 12% van de bevolking (600.000) is moslim. Hoewel Gujarati wordt gesproken en de moedertaal is van veel inwoners, wordt Hindi veel gebruikt in de dagelijkse omgang - vooral in de handel, scholen, politiek, overheid en het verkeer.

## Economie

### Textiel
In de negentiende eeuw zag Ahmedabad veel investeringen in de textiel- en kledingindustrie. Zo richtte Ranchhodlal Chhotalal in 1861 het eerste textielbedrijf in de stad op, de Ahmedabad Spinning and Weaving Company Limited. Dit werd al snel gevolgd door andere bedrijven, zoals Calico Mills, Bagicha Mills en Arvind Mills, zodat er in 1905 zo'n 33 textielmolens in de stad waren gevestigd. De textielindustrie breidde zich verder uit tijdens de Eerste Wereldoorlog en profiteerde van de Swadeshibeweging van Mahatma Gandhi, die het kopen van Indiase goederen promootte.
Anno 2011 is de stad nog steeds een van de grootste producenten van denim, een belangrijke kleurstof in de textiel. Daarnaast neemt ze een belangrijke plaats in bij de productie van edelstenen en juwelen.

### Infrastructuur
Begin 21e eeuw is er door de overheid van Gujarat veel geïnvesteerd in de modernisering van de infrastructuur (water- en elektriciteitsvoorziening en verbeterde netwerken) van de stad. Mede dankzij de voltooiing van de Sardar Sarovar Dam, een multifunctionele dam en waterkrachtcentrale in de Narmada en diverse kanalen is de water- en elektriciteitsvoorziening van de stad verbeterd. Ook is de stad aantrekkelijker geworden voor IT-bedrijven. De stad kwam op de vijfde plaats in een onderzoek door NASSCOM (een nationale softwarekoepelorganisatie) naar de competitiefste steden in India.

### Luchthaven
Sinds 1937 wordt de stad ontsloten door de luchthaven die zo'n tien kilometer ten noordoosten van het stadscentrum werd aangelegd in het Brits-koloniaal tijdperk.  De Sardar Vallabhbhai Patel International Airport is in 2025 uitgegroeid tot de op zes na drukste luchthaven van India voor personenvervoer.

### Hogesnelheidstrein
Eind 2015 gaf het kabinet van Narendra Modi toestemming voor een hogesnelheidstrein van Japanse makelij tussen de steden Mumbai en Ahmedabad. Eenmaal gereed gaat de huidige reistijd van acht uur omlaag naar twee uur. De kosten voor de aanleg van de 500 kilometer lange spoorweg en de aanschaf van de treinen zijn begroot op 13,4 miljard euro. Japan geeft hiervoor een lening tegen zeer gunstige voorwaarden.

### Media
Western Times is een Engelstalige Indiase krant, uitgegeven in de deelstaat Gujarat. Het blad bestaat sinds 1967.

## Religie
De ruime meerderheid van de bevolking (85%) is hindoe en ongeveer 11% is moslim. Dit leidt nogal eens tot ongeregeldheden. Verder wonen er ook kleine aantallen christenen en sikhs in de stad.

## Onderwijs
- The Indian Institute of Management is een van de voornaamste handelshogescholen van heel Azië.

## Geboren
- Ela Bhatt (1933-2022), vakbondsleider, filantroop en sociaal activiste
- Ankita Raina (1993), tennisspeelster